# 瓜拉拉佩斯
瓜拉拉佩斯是巴西圣保罗州的一个市镇。总面积256.07平方公里，总人口28662人，人口密度111.9人/平方公里。